# Mawkowytschi
Mawkowytschi (ukrainisch Мавковичі; russisch Мавковичи Mawkowitschi, polnisch Małkowice) ist ein Dorf in der westukrainischen Oblast Lwiw mit etwa 1200 Einwohnern.
Am 12. Juni 2020 wurde das Dorf ein Teil der neu gegründeten Stadtgemeinde Horodok im Rajon Lwiw, bis dahin gehörte es zur Landratsgemeinde Kernyzja im Rajon Horodok.

## Geschichte
Der Ort wurde im Jahre 1408 als Malkowycze erstmals urkundlich erwähnt, als die römisch-katholischen Einwohner (also ohne Ruthenen) des Dorfes das Magdeburger Recht erhielten. Der Name ist patronymisch abgeleitet vom Vornamen Małek.
Der Ort gehörte zunächst zum Lemberger Land in der Woiwodschaft Ruthenien der Adelsrepublik Polen-Litauen. Bei der Ersten Teilung Polens kam das Dorf 1772 zum neuen  Königreich Galizien und Lodomerien des habsburgischen Kaiserreichs (ab 1804).
Im Jahre 1900 hatte die Gemeinde Małkowice 190 Häuser mit 1281 Einwohnern, davon 1166 ruthenischsprachige, 110 polnischsprachige, 5 deutschsprachige, 1167 griechisch-katholische, 47 römisch-katholische, 67 Juden.

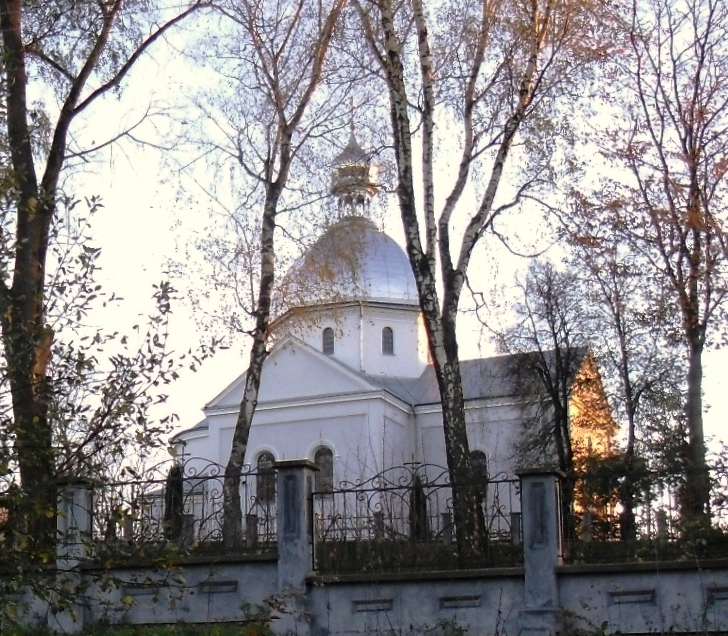
Orthodoxe Kirche (1902 erbaut)

Nach dem Ende des Polnisch-Ukrainischen Kriegs 1919 kam die Gemeinde zu Polen. Im Jahre 1921 hatte sie 249 Häuser mit 1317 Einwohnern, davon 1251 Ruthenen, 31 Polen, 2 Deutschen, 33 Juden (Nationalität), 1254 griechisch-katholische, 30 römisch-katholische, 33 Juden (Religion).
Im Zweiten Weltkrieg gehörte der Ort zuerst zur Sowjetunion und ab 1941 zum Generalgouvernement, ab 1945 wieder zur Sowjetunion, heute zur Ukraine.